# Energy Cities

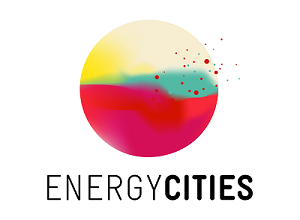

Energy Cities repräsentiert den Zusammenschluss europäischer Gemeinden, die sich eine langfristige lokale Energiepolitik zum Ziel gesteckt haben. 200 Mitglieder aus 30 Ländern, die über 1000 Städte repräsentieren, werden durch Energy Cities vertreten. Sie setzen sich für eine nachhaltige Energiepolitik in ihren Gemeinden ein.
Seit 2009 hat die Stadt Heidelberg die Präsidentschaft des Netzwerkes inne. Energy Cities wurde 1990 als Zusammenschluss Europäischer Städte und Gemeinden und ihrer lokalen Netzwerke und Verbände gegründet. Energy Cities unterhält ein Büro in Brüssel (BE), das Sekretariat befindet sich in Besançon (FR).
Ende 2015 hat sich Energy Cities mit dem zweiten großen Städtenetzwerk Konvent der Bürgermeister (engl.: Covenant of Mayors) und dem C40-Städtenetzwerk Compact of Mayors zum Konvent der Bürgermeister für Klima und Energie (engl.:  Global Covenant of Mayors for Climate & Energy) zusammengeschlossen. Das neue Netzwerk begann mit seiner Arbeit offiziell am 1. Januar 2017.

## Vorstand
Elf Städte stellen den Vorstand des Netzwerkes:
| Stadt         | Land |
| ------------- | ---- |
| Heidelberg    | DE   |
| Bornova       | TR   |
| Cork          | IE   |
| Delft         | NL   |
| Liège         | BE   |
| Milton Keynes | GB   |
| Modena        | IT   |
| Paris         | FR   |
| Riga          | LV   |
| Trnava        | SK   |
| Växjö         | SE   |

## Präsidentschaft
- 2005–2020 Stadt Heidelberg (DE), Vertreter: Eckart Würzner[4][3]
- 2000–2005 Stadt Odense (DK), Vertreter: Søren Møller
- 1997–2000 Stadt Barcelona, Vertreter: Pep Puig
- 1994–1997 Stadt Besançon, Vertreter: Robert Schwint
- 1990–1994 Robert Schwint